# Élections municipales au Nouveau-Brunswick
 (novembre 2024).
Dans la province canadienne du Nouveau-Brunswick, des élections municipales sont organisées tous les quatre ans afin d'élire les maires et conseillers municipaux des 104 municipalités. Les élections sont organisées par Élections Nouveau-Brunswick, qui est aussi responsable des élections provinciales.

## Fonctionnement
Les élections ont lieu le de mai tous les quatre ans. Les dernières ont eu lieu le 12 mai 2008 et les prochaines se dérouleront le 14 mai 2012. Lorsque des municipalités sont fusionnées ou annexées à une autre, le maire sortant reste en place.

## Liste des élections
Note: Pour plus de détails sur un événement en particulier, voir l'article de la municipalité.

### De 1785 à 1853
Saint-Jean est la première municipalité du Nouveau-Brunswick en 1785 et la seule jusqu'à la constitution de Fredericton en 1855. Jusqu'en 1851, les maires sont nommés par le lieutenant-gouverneur du Nouveau-Brunswick et la durée de leur mandat varie. De 1851 à 1853, les maires sont nommés par les membres du conseil municipal (conseil communal à Saint-Jean) et leur mandat dure un an.

### De 1854 aux années 1960
À partir de 1854, les maires et les conseillers municipaux sont élus par la population. Au fil des ans, les élections se font de moins en moins discriminatoire, permettant aux femmes, catholiques et amérindiens de voter et de présenter leur candidatures.

### 1961
La ville de Caraquet est constituée en 1961. Des élections partielles sont donc organisées le 15 décembre 1961 afin d'élire le premier conseil municipal.

### 1962
Les élections ont eu lieu le 20 février 1962 dans toutes les municipalités de la province.

### 1966
Plus de vingt municipalités sont constituées en 1966. Des élections sont donc organisées pour choisir leurs premiers conseils municipaux.

### 1967
Les élections ont eu lieu le 20 février 1967 dans toutes les municipalités de la province, incluant les sept municipalités suivantes, constituées la même année: Baker Brook, Drummond, Lac-Baker, Néguac, Nigadoo, Riverview Heights (aujourd'hui Riverview) et Saint-Martins.

#### Élections partielles
Des élections partielles sont organisées tout au long de l'année: le 12 avril à Nelson-Miramichi et Nigadoo, le 17 juillet à Alma, Bath, Bathurst, Fredericton Junction, Hampton, North Head, Petitcodiac, Sackville, Seal Cove et Tracy, le 28 août à Drummond, le 25 septembre à Néguac et le 20 novembre à Baker Brook, Beresford, Lac-Baker, Saint-André et Saint-Hilaire.
Les villages de Belledune, Bertrand et Grande-Anse sont constitués en 1968 et des élections partielles sont donc organisées pour élire les premiers conseils municipaux.

### 1969
Les élections ont eu lieu le 9 juin 1969 dans toutes les municipalités de la province, y compris dans le village nouvellement constitué de Cap-Pelé.

### 1971
Des élections sont organisées dans toutes les municipalités de la province.
Des élections partielles doivent être organisées le 12 juillet 1971 à Chipman, Gondola Point, Hampton, Millville, Pamdenac, Sackville, Saint-Hilaire, Saint-Quentin, Surrey. De nombreuses autres ont eu lieu l'année suivante: le 21 février à Eel River Crossing, le 6 mars à Sussex Corner, le 4 avril à Barker's Point, le 17 avril à Pamdenac, le 1er mai à Renforth, le 12 juin à Caraquet, Nelson-Miramichi et Oromocto, le 31 juillet à Riverside-Albert, le 7 août à Sackville et Saint-Joseph, le 11 septembre à Milltown, le 18 septembre à Fairvale, Quispamsis et Sussex, le 2 octobre à Bath, le 16 octobre à Bertrand, Clair, Lamèque, McAdam et Petit-Rocher, le 23 octobre à Pamdenac, Renforth et Richibouctou, le 6 novembre à Meductic et le 11 décembre à Balmoral et Blacks Harbour. En 1973, ce sont le 15 janvier à Néguac et Grand Bay, le 5 février à Dorchester, le 5 mars à Hampton, le 12 mars à East Shediac, Shédiac et Clair, le 19 mars à Lamèque, le 26 mars à Bathurst, le 2 avril à Westfield, le 7 mai à Rexton, Rogersville et Sussex Corner, le 28 mai à Saint-Jean et Caraquet, le 25 juin à Saint-Jean, le 9 juillet à Blacks Harbour, Fairvale, Meductic et Saint-George et le 15 septembre à Oromocto.
Le village de Balmoral est constitué en 1972 et des élections sont donc organisées pour élire le premier conseil municipal. Des élections partielles sont organisées le 15 janvier 1973 à Saint-Jean, à la suite de l'annexation de Pamdenac à cette dernière. À la suite de plusieurs fusions et annexions, des élections partielles sont organisées le 25 juin 1973 à Dieppe, Fredericton, Moncton et Riverview.

### 1974
Des élections sont organisées dans toutes les municipalités de la province.

#### Élections partielles
Des élections partielles sont organisées le 15 juillet 1974 à Alma, Bertrand, Canterbury, Hartland, Norton, Riverside-Albert et Sackville. En 1975, elles ont lieu le 10 mars à Fredericton, le 17 mars à Caraquet et Pointe-Verte, le 28 avril à Nackawic, le 5 mai à Dalhousie, le 2 juin à Caraquet, Nigadoo et Oromocto, le 16 juin à Grand Bay, Petitcodiac et Westfield, le 23 juin à Petit-Rocher, le 21 juillet à Riverside-Albert, le 28 juillet à Saint-Joseph, le 29 septembre à Caraquet, Eel River Crossing, Meductic, Néguac, Richibouctou, Saint-Martins et Sussex, le 27 octobre à Doaktown, Riverview et Saint-Louis-de-Kent, le 10 novembre à Saint-Quentin, le 17 novembre à Blacks Harbour, le 8 décembre à Quispamsis, le 15 décembre à Bertrand et Grande-Anse et le 29 décembre à Campbellton. En 1976, elles ont lieu le 5 avril à Dorchester, Lac-Baker, Paquetville, Petitcodiac, Petit-Rocher, Riverside-Albert et Sackville.
Des élections partielles sont organisées en mars 1975 à Caraquet, à la suite de la démission de plusieurs membres du conseil.
Le village de Nackawic est constitué en 1976 et des élections sont donc organisées pour élire le premier conseil municipal. À la suite d'une annexion, des élections partielles sont organisées le 3 novembre 1975 à Sackville.

### 1977
Les élections ont eu lieu le 9 mai 1977 dans toutes les municipalités de la province.
Des élections partielles ont lieu, en 1977, le 6 juin à Hartland, Fredericton Junction, Pointe-Verte et Saint-Andrews, le 15 août à Saint-Antoine et Saint-Jean, le 22 septembre à Lamèque, le 24 octobre à Campbellton, le 31 octobre à Pointe-Verte, le 7 novembre à Eel River Crossing et Saint-Léonard et le 12 décembre à Clair. En 1978, elles ont lieu le 13 février à Saint-Léonard, le 27 février à Saint-Stephen, le 13 mars à Florenceville, le 20 mars à Gondola Point, le 10 avril à Hartland, le 24 avril à Bertrand, le 5 juin à Cap-Pelé, Lamèque, Paquetville et Saint-Antoine, le 19 juin à Saint-Quentin, le 26 juin à Saint-Stephen, le 2 octobre à Belledune, Campbellton, Grand-Sault, Hartland, Saint-Léolin, Sheila et Verret, le 23 octobre à Hillsborough, Pointe-Verte et Riverview et le 18 décembre à Hartland. En 1979, elles ont lieu le 29 janvier à Oromocto et Saint-Louis-de-Kent, le 12 février à Saint-Léonard, le 26 mars à Clair, Lac-Baker, Lamèque et Saint-Joseph, le 30 avril à Beresford, Bertrand et Paquetville, le 11 juin à Moncton, le 18 juin à Campbellton, East Riverside-Kinghurst, Fairvale et Sussex Corner et le 25 juin à Aroostook et Centreville.
Le village de Saint-Léolin est constitué en 1978 et des élections sont donc organisées pour élire le premier conseil municipal.

### 1980
Des élections sont organisées dans toutes les municipalités de la province.
Des élections partielles ont lieu, en 1980, le 16 juin à Bath, Fredericton Junction, Hartland, Lamèque, Petit-Rocher et Saint-Andrews, le 27 octobre à Bathurst, Bertrand, Darlington, Douglastown, Kedgwick, Lamèque, Nelson-Miramichi, Oromocto et Westfield et le 10 novembre à Harltand. En 1981, elles ont lieu le 12 janvier à Shédiac, le 23 février à Plaster Rock, le 30 mars à Saint-Antoine, le 13 avril à Renforth et Sussex Corner, le 4 mai à Grand Bay, le 25 mai à Millville, le 1er juin à Belledune, Beresford et Saint-Martins, le 22 juin à Chatham, le 27 juillet à Rexton, le 17 août à Centreville, le 14 septembre à Dieppe, le 28 septembre à Kedgwick, le 5 octobre à Hartland, Oromocto et Saint-Léonard, le 26 octobre à Caraquet, Néguac et Saint-Louis-de-Kent, le 30 novembre à Fredericton Junction, le 7 décembre à Grande-Anse, Lamèque et Petit-Rocher et le 14 décembre à Drummond. En 1982, elles ont lieu le 25 janvier à Rivière-Verte et Saint-Basile, le 22 février à Aroostook, Bath et Campbellton, le 15 mars à Clair, le 29 mars à Balmoral et Westfield, le 10 mai à Douglastown, le 31 mai à Alma, le 7 juin à Saint-Jacques et le 28 juin à Tracadie.
Le village de Lamèque est constitué en 1982 et des élections sont donc organisées pour élire le premier conseil municipal.

### 1983
Des élections sont organisées dans toutes les municipalités de la province.

### 1986
Des élections sont organisées dans toutes les municipalités de la province. Les villages de Le Goulet, Maisonnette et Sainte-Marie-Saint-Raphaël, constitués en 1986, voient donc l'élection de leurs premiers conseils.

### 1989
Des élections sont organisées dans toutes les municipalités de la province.
Des élections partielles ont lieu, en 1989, le 5 juin à Aroostook, Le Goulet, Renforth, Saint-Léolin, Saint-Stephen et Westfield, le 19 juin à Tracy, le 21 août à Riverside-Albert, le 25 septembre à Saint-Andrews et le 27 novembre à Baker Brook, Fairvale, Nigadoo et Sussex Corner. En 1990, elles ont lieu le 8 janvier à Pointe-Verte, le 26 février à Woodstock, le 5 mars à Fairvale et Grand Bay, le 12 mars à Sackville, le 9 avril à Renforth, le 24 avril à Petit-Rocher, le 30 avril à Blacks Harbour, le 4 juin à Lac-Baker, le 16 juillet à Drummond, le 27 août à Saint-André, le 17 septembre à Saint-François-de-Madawaska, le 1er octobre à Bouctouche, le 22 octobre à Oromocto, le 29 octobre à Le Goulet, Maisonnette, Norton et Sussex, le 5 novembre à Bathurst, le 3 décembre à Verret et le 10 décembre à Nackawic. En 1991, elles ont lieu le 18 février à Bertrand et Saint-André, le 11 mars à Saint-Andrews, le 10 juin à Fairvale, Nackawic et Saint-George, le 17 juin à North Head, le 24 juin à Bas-Caraquet, Maisonnette et Oromocto et le 2 décembre à Maisonnette.
Les villages de Saint-Isidore et New Maryland sont constitués en 1991 et des élections sont donc organisées le 24 juin 1991 pour élire les premiers conseils municipaux.

### 1992
Des élections sont organisées dans toutes les municipalités de la province.
Des élections partielles ont lieu, en 1992, le 22 juin à Dorchester, Maisonnette, Millville, Nackawic, Néguac, Sainte-Anne-de-Madawaska, Saint-Basile, Saint-George et Saint-Léonard, le 24 août à Lac-Baker, le 2 novembre à Drummond, Nackawic, Néguac, Petit-Rocher et Saint-Jacques, le 30 novembre à Rothesay et le 7 décembre à Saint-Léolin. En 1993, elles ont lieu le 8 février à Cap-Pelé, le 3 mai à Dorchester, Néguac, Perth-Andover et Saint-Léonard, le 14 juin à Saint-Léonard et le 22 novembre à Lac-Baker. En 1994, elles ont lieu le 24 janvier à Blacks Harbour et Fairvale, le 31 janvier à Bath, Baker Brook, Harvey, Dorchester, Rexton, Saint-François-de-Madawaska, Saint-Jean et Verret, le 2 mai à Dalhousie, Millville, Saint-Léonard, Saint-Martins et Saint-Quentin, le 16 mai à Dorchester, le 27 juin à Perth-Andover et le 26 septembre à Tracadie-Sheila.

### 1995
Les élections ont lieu le 8 mai 1995 dans toutes les municipalités de la province.

#### Dépouillements judiciaires
Des dépouillements judiciaires doivent effectués à Atholville, Bas-Caraquet, Beresford, Cap-Pelé, Charlo, Dalhousie, Hillsborough, Nigadoo, Sackville, Saint-Jacques, Sussex, Tracy et Verret.

#### Élections partielles
Miramichi, constituée la même année, voit l'élection de son premier conseil le 27 février 1995.
Des élections partielles ont lieu, en 1995, le 26 juin à Dorchester, Florenceville, Gagetown, Grand Bay,
Hartland, Meductic, Norton, Petit-Rocher, Rogersville et Saint-Isidore, le 5 juillet à Petit-Rocher, le 23 octobre à Hartland et Florenceville et le 27 novembre à Cambridge-Narrows et Westfield. En 1996, elles ont lieu le 10 juin à Drummond, Gagetown, Grande-Anse, Grand Bay, Petit-Rocher, Saint-François-de-Madawaska, Sainte-Anne-de-Madawaska et Sussex, le 17 juin à Eel River Crossing, le 10 juillet à Cambridge-Narrows, le 21 octobre à Bath, Blackville, Baker Brook, Drummond, Lac-Baker, Memramcook, Meductic, Pointe-Verte, Saint-Andrews, Saint-Martins, Sainte-Marie-Saint-Raphaël et Shippagan. En 1997, elles ont lieu le 24 mars à Lac-Baker, Port Elgin, Saint-Andrews, Sainte-Anne-de-Madawaska et Saint-George et le 5 mai à Lac-Baker.
À la suite de fusions municipales, des élections partielles sont organisées le 26 juin 1997 à Grand Bay-Westfield, Quispamsis et Rothesay.

### 1998
Les élections générales ont lieu le 11 mai 1998 dans toutes les municipalités de la province.

#### Dépouillements judiciaires
Des dépouillements judiciaires doivent effectués à Campbellton, Fredericton, Maisonnette, Rexton, Saint-George et Saint-Jean.

#### Élections partielles
Des élections partielles ont lieu, en 1998, le 8 juin à Grand Manan, Grand-Sault, Saint-Andrews et Sainte-Anne-de-Madawaska, le 30 novembre à Baker Brook, Balmoral et Chipman. En 1999, elles ont lieu le 30 août à Petit-Rocher, le 4 octobre à Balmoral, Bertrand, Campbellton, Canterbury, Cap-Pelé, Clair, Fredericton, Grande-Anse, Harvey, Kedgwick, Maisonnette, Miramichi, Moncton, Oromocto, Petitcodiac, Quispamsis, Rexton, Richibouctou, Sackville, Saint-Antoine, Saint-Isidore, Saint-Louis-de-Kent, Saint-George et Woodstock. En 2000, elles ont lieu le 2 février à Néguac et Saint-Antoine, le 21 février à Aroostook, Cambridge-Narrows, Lac-Baker, Oromocto, Saint-Léonard et Tracy, le 6 mars à Blacks Harbour, Campbellton et Saint-Quentin et le 8 mai à Bertrand, Kedgwick, Memramcook, Petit-Rocher, Port Elgin et Saint-Quentin.
À la suite de plusieurs annexions, des élections partielles sont organisées le 6 avril 1998 à Edmundston.

### 2001
Les élections ont lieu le 14 mai 2001 dans toutes les municipalités de la province.

#### Référendum
Pour la première fois dans l'histoire des élections municipales, un référendum est organisé le même jour. 

#### Plébiscite
Un plébiscite est organisé à Saint-Léonard.

#### Dépouillements judiciaires
Des dépouillements judiciaires doivent effectués à Bath, Belledune, Caraquet, Grand Manan, Miramichi, Oromocto, Paquetville, Perth-Andover, Rexton et Saint-Quentin. 

#### Élections partielles
Des élections partielles ont lieu, en 2001, le 25 juin à Aroostook, Dorchester, Grand-Sault, Néguac, Nigadoo, Pointe-Verte, Port Elgin et Stanley, le 1er octobre à Fredericton, le 5 novembre à Grand Manan et le 26 novembre à Hillsborough et Saint-Léonard.
En 2002, elles ont lieu le 11 mars à Eel River Crossing, le 25 mars à Blacks Harbour, Maisonnette, Saint-André et Sussex Corner, le 13 mai à Saint-Stephen, le 24 juin à Balmoral et Sainte-Anne-de-Madawaska, le 30 septembre à Baker Brook, Beresford, Bertrand, Blacks Harbour, Gagetown, Petit-Rocher et Richibouctou et le 28 octobre à Grand Bay-Westfield et Maisonnette. En 2003, elles ont lieu le 17 février à Alma, Riverside-Albert et Tide Head, le 17 mars à Baker Brook, le 24 mars à Bertrand, Grand Manan, Grande-Anse, Saint-Andrews, Saint-Antoine, Saint-Léolin, Sussex Corner et Woodstock et le 28 avril à Blackville, Rogersville et Saint-Andrews.

### 2004
Les élections ont eu lieu le 10 mai 2004 dans toutes les municipalités de la province. Le mandat des élus passe alors de 3 à 4 ans. 

#### Dépouillements judiciaires
Des dépouillements judiciaires doivent effectués à Bas-Caraquet, Belledune, Blacks Harbour, Cap-Pelé (2 dépouillements), Drummond, Fredericton, Memramcook (2 dépouillements), New Maryland, Petitcodiac, Quispamsis, Riverside-Albert et Rothesay.

#### Plébiscites
Différents plébiscites sont organisés en 2007. Le 18 juin, à Rivière-à-la-Truite, la question portait sur l'annexion du DSL à la ville de Tracadie-Sheila. La proposition fut refusée par 70,7 % des électeurs. Le 9 octobre, à Saint-Jean, la question portait sur la modification de la composition du conseil communal. La proposition fut approuvée par 70,9 % des électeurs. Le 3 décembre, à Cocagne, Grande-Digue et Pont-de-Shédiac–Rivière-Shédiac, la question portait sur la fusion et la constitution de ces trois DSL en une communauté rurale. La proposition fut rejetée par une forte majorité des électeurs dans les trois DSL.

#### Élections partielles
Saint-André, constitué en 2004, voit l'élection de son premier conseil municipal, le 26 juin 2004.
Des élections partielles doivent être organisées dans plusieurs municipalités. En 2004, le 14 juin à Aroostook, Grande-Anse, Maisonnette, Rogersville et Saint-Antoine et le 20 septembre à Nigadoo, Grand-Sault, Pointe-Verte, Rivière-Verte et Saint-Antoine. En 2005, le 13 juin à Balmoral, Charlo, Grande-Anse, Kedgwick, Maisonnette, Miramichi, Nackawic, Nigadoo, Petit-Rocher, Pointe-Verte, Saint-Isidore et Tide Head, le 24 octobre à Blacks Harbour, Grande-Anse, Petit-Rocher, Riverside-Albert, Saint-Quentin et Tracadie-Sheila et le 5 décembre à Perth-Andover et Dieppe. En 2006, le 26 juin à Nigadoo,
Pointe-Verte, Saint-Léonard, Salisbury et Sussex, le 23 octobre à Beaubassin-Est et le 4 décembre à Aroostook, Bas-Caraquet, Cambridge-Narrows, Centreville, Fredericton Junction, Grande-Anse, Memramcook, Minto, Nackawic, Nigadoo, Petit-Rocher, Pointe-Verte, Quispamsis, Rexton, Richibucto, Rivière-Verte, Saint-François de Madawaska, Saint-Quentin, Stanley, Sussex et Sussex Corner. D'autres ont lieu le 7 mai 2007 à Aroostook, Bas-Caraquet, Bristol, Dorchester, Edmundston, Grande-Anse, Lac-Baker, Moncton, Oromocto, Plaster Rock et Saint-Stephen.

### 2008
Les élections ont eu lieu le 12 mai 2008.
Florenceville-Bristol et Upper Miramichi, constitués la même année, voient l'élection de leurs premiers conseils municipaux.
Un plébiscite a été organisé à Sussex Corner afin de déterminer si le village devait être annexé à la ville limitrophe de Sussex. Les électeurs votèrent en faveur de la proposition à 86,4 %
Des élections partielles doivent être organisées dans plusieurs municipalités. En 2008, le 23 juin à Balmoral, Bas-Caraquet, Drummond, Eel River Crossing, Millville, Néguac, Oromocto et Rogersville, le 14 juillet dans le quartier numéro 2 de Saint-Jean et le 24 novembre à Balmoral
dans le quartier 2 de Beaubassin-Est, à Eel River Crossing, à Grand Manan, à Sainte-Marie-Saint-Raphaël et à Woodstock.

### 2012
Des prochaines élections municipales ont lieu le 14 mai 2012.

### 2016
Des prochaines élections municipales ont lieu le 10 mai 2016.

### 2021
Des prochaines élections municipales ont lieu le 10 mai 2021. Ils devaient initialement avoir lieu le 11 mai 2020, mais ont été reportés d'un an en raison de la pandémie de Covid-19.